# Een kusje meer
Een kusje meer is een nummer van Femke Verschueren, beter bekend als Femke. Het nummer werd in 2011 uitgebracht met als doel deel te nemen aan Junior Eurosong 2011, de Belgische preselectie voor het Junior Eurovisiesongfestival. Na in de eerste voorronde Seppe te hebben uitgeschakeld, won Femke de finale op vrijdag 30 september 2011. Hierdoor mocht zij vervolgens namens België naar het Junior Eurovisiesongfestival 2011 in de Armeense hoofdstad Jerevan, waar ze met 64 punten zevende werd.